# Trollflöjten

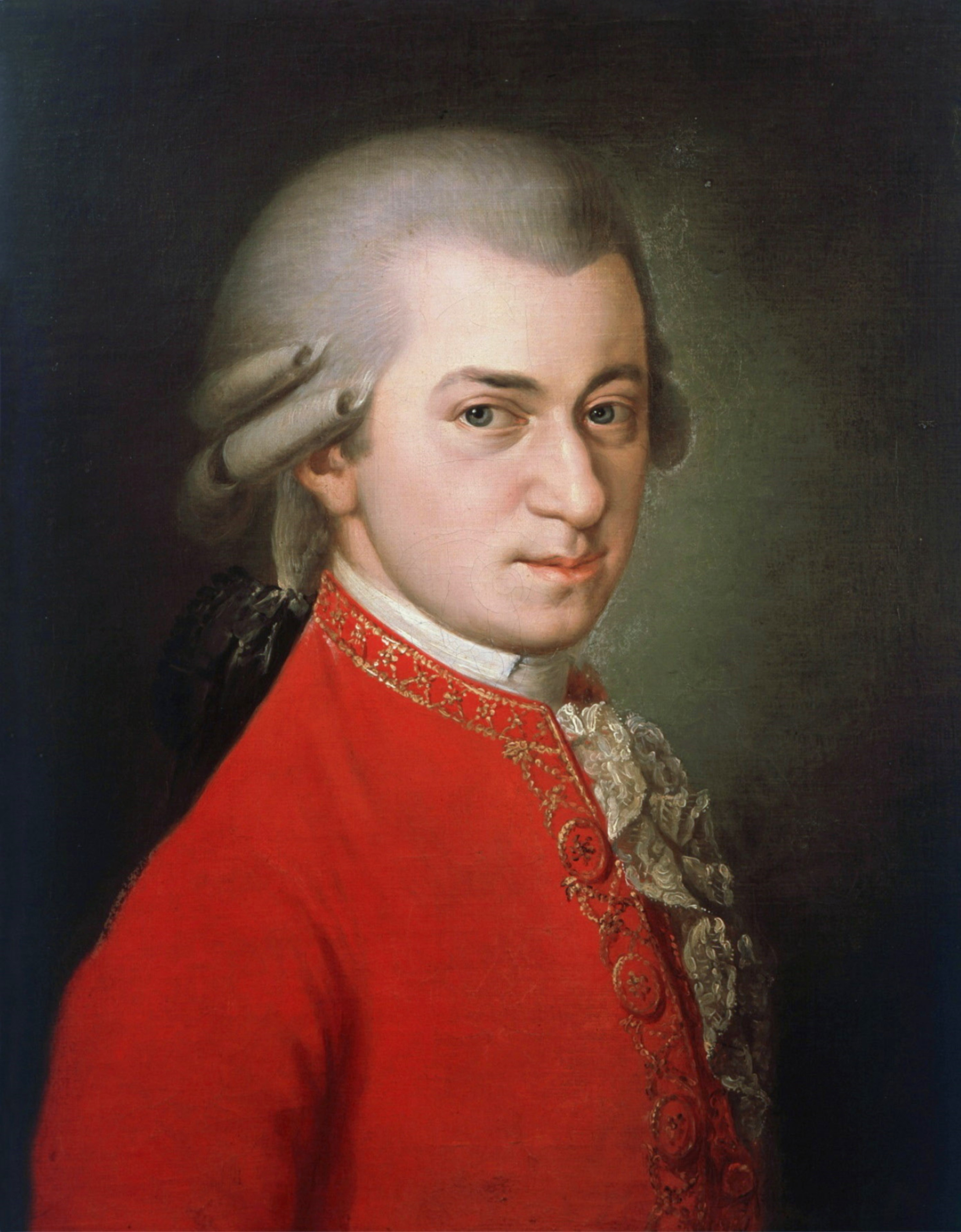
Wolfgang Amadeus Mozart

Trollflöjten (tyska: Die Zauberflöte) (K.620) är en opera (sångspel) i två akter med musik av Wolfgang Amadeus Mozart. Libretto, influerad av österländsk mysticism och frimurarritualer, av teatermannen och sångaren Emanuel Schikaneder.

## Bakgrund

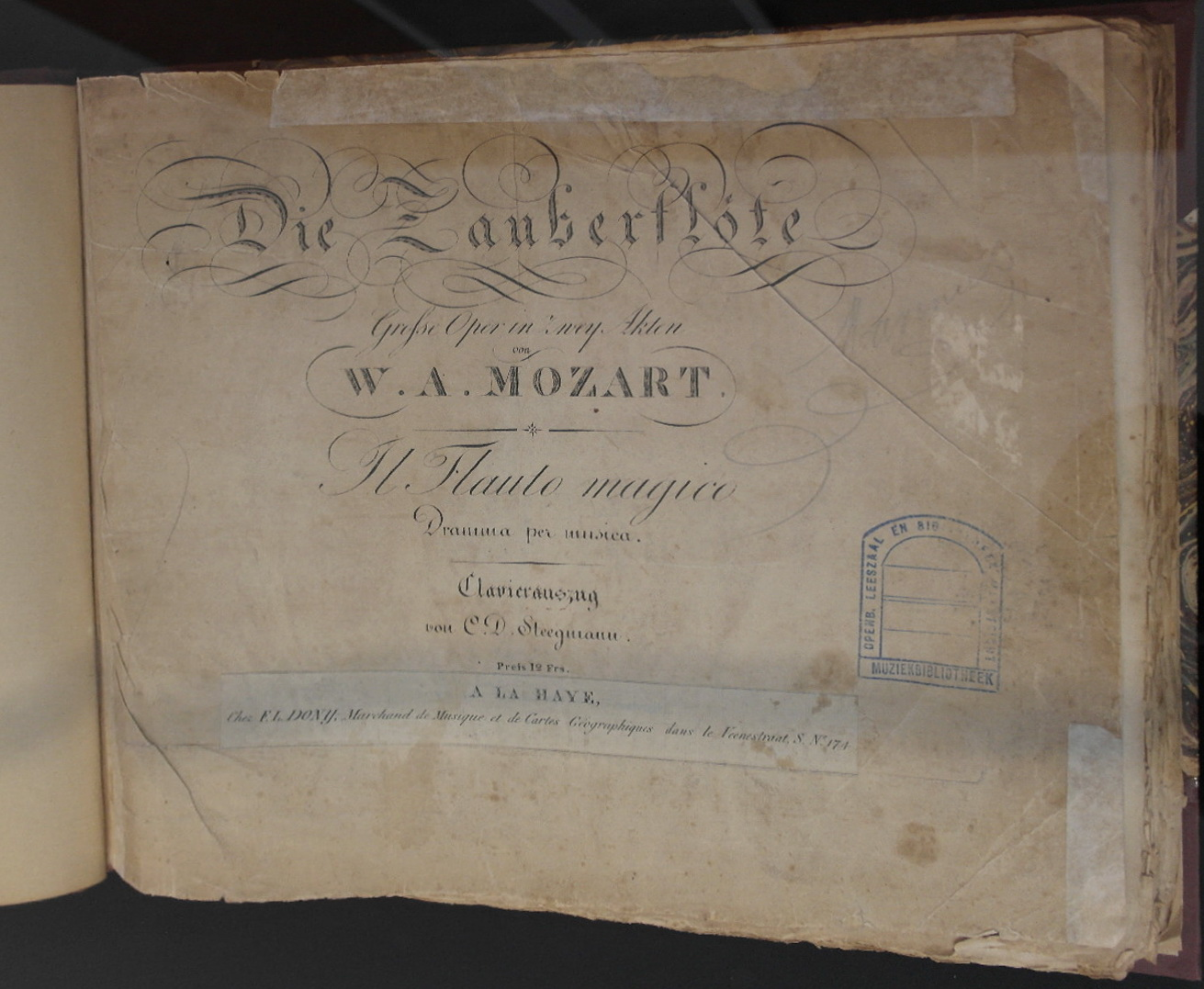
Klaverutgåvan till Trollflöjten 1793.

Efter framförandet av Mozarts opera Figaros bröllop 1786 blev den italienska operan på modet i Wien. Men publiken ville gärna ha en scenisk-musikalisk underhållning på sitt eget språk. För att tillfredsställa detta behov, gav man på småteatrarna inne i staden och i förstäderna naiva sagooperor, ofta i orientalisk stil med strid mellan onda och goda makter och med dygden som definitiv segrare. En resande skådespelare (komiker), sångare, teaterdirektör och tonsättare vid namn Emanuel Schikaneder såg en chans inom denna genre och föreslog Mozart ett samarbete. Schikaneder var en något ostadig karaktär och konstnärligt inte särskilt nogräknad, men han var en stor talang och hade en fin näsa för ekonomiska möjligheter och publikens smak. Han hade på sina turnéer också uppfört skådespel som Kung Lear och Hamlet, operor som Glucks Orfeus och Eurydike, hade 1784–85 haft en säsong med tyska sångspel i Wien och hade också själv skrivit musik till några av sina föreställningar.
Mozart kände Schikaneder från sin tid i Salzburg och gick med på samarbetet, troligen av ekonomiska orsaker. År 1789 hyrde Schikaneder friluftsteatern Theater auf der Wieden (gården till ett stort hyreshus) där han planerade att uppföra dekorativa stycken med äventyrligt innehåll för förstadspubliken. För detta ändamål skapade han librettot till Trollflöjten, som han också skulle regissera. Han minskade scendjupet genom ett delbart bakgrundsstycke, bakom vilket han snabbt kunde växla dekorationer under pågående föreställning. I Trollflöjten använde han sig av barocktidens teatermaskineri, illusioner och djur, som till exempel apor, lejon och ormar. Utrustningen till ”den nya maskinkomedin” kostade honom en förmögenhet: 5 000 gulden, cirka 950 000 kronor i nutida penningvärde.

## Historik

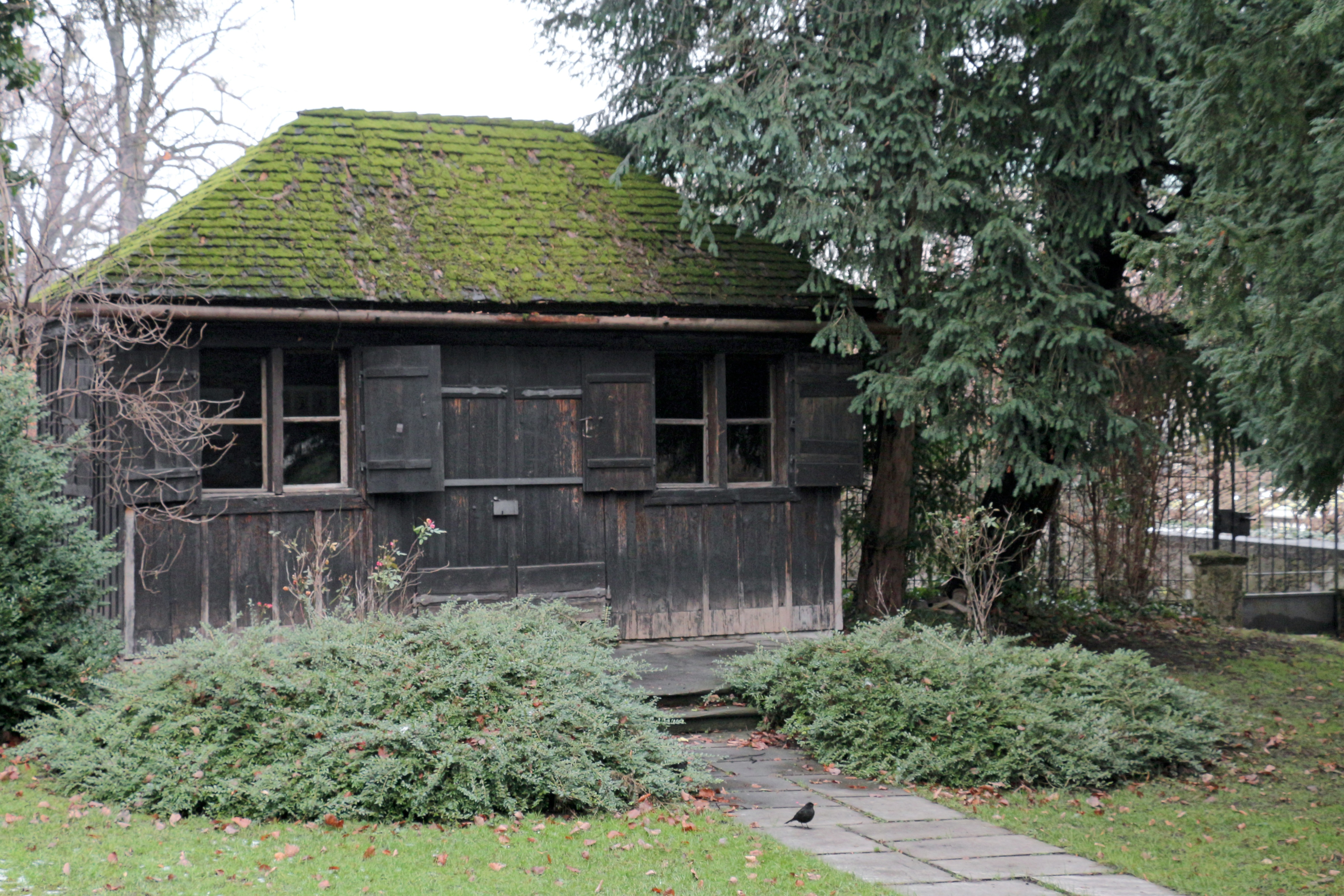
Zauberflötenhäuschen, huset där Mozart skrev operan. Huset är flyttat och står nu i Salzburg.

Det första utkastet till librettot var föga lockande, ett hopkok av äldre verk utan spår av konstnärlighet. Schikaneder vill skapa ett folkligt lustspel i den vanliga sagostilen, med komiska scener och sceneffekter och med en stor och bra roll för honom själv. Under samarbetets gång undergick librettot emellertid en avsevärd förändring. Den fick en estetisk idé och en idealistisk prägel. Ryktet säger att Mozart och Schikaneder under arbetet med Trollflöjten ska ha fått kunskap om att ett annat teatersällskap arbetade med ett liknande verk, Der Zauberzither, och att dessa kommit avsevärt längre i sitt arbete. På grund av tidsbrist blev därför Mozart och Schikaneder nödda att omarbeta såväl handlingen som rollfigurernas karaktärer, för att på så sätt hinna före konkurrenterna. Därav de många inkonsekvenser som står att finna i dess skeende. Men sådana sammanträffanden var mycket vanliga på den tiden och det finns inga konkreta bevis för att det påverkade Schikaneder och Mozart i arbetet. Både Schikaneder och Mozart var frimurare och det var idéer ur denna ordens ceremonier som kom att genomsyra handlingen. Operan blev symbolisk. Ytligt sett en burlesk fars, i realiteten inte så litet av förkunnelse. Ur denna synpunkt är det lätt att förstå att Mozarts entusiasm för Schikaneders uppslag växte under arbetets gång. Teaterdirektören var också en glad sällskapsbroder och samarbetet innebar ett av de ljusaste inslagen under Mozarts sista, mörka år. Medan hans hustru Konstanze var bortrest, bodde Mozart i ett litet hus bakom Schikaneders teater och där skrevs operan.

### Premiär

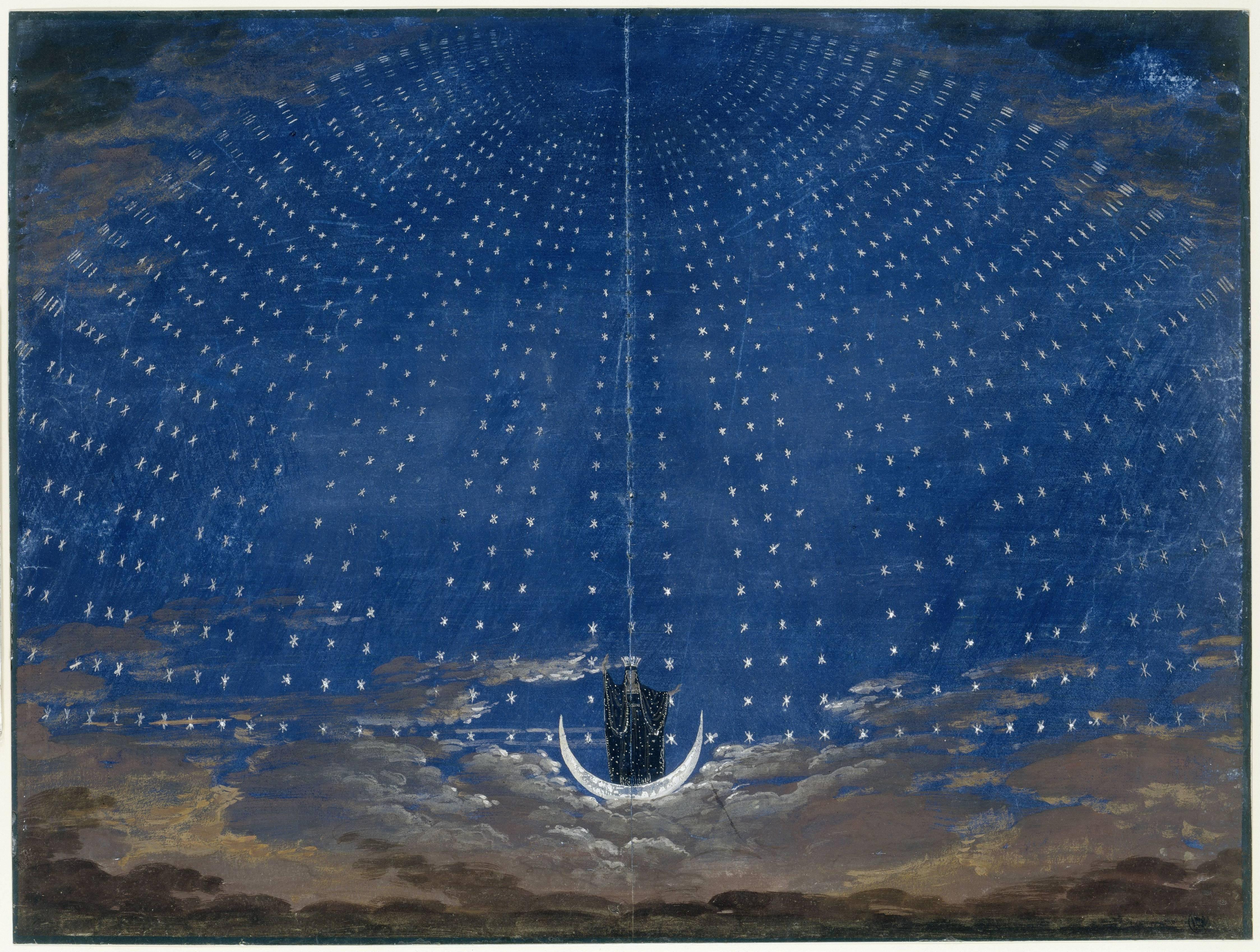
Scendesign för Stjärnsalen i Nattens drottnings palats. Gouache av Karl Friedrich Schinkel (1781-1841), Kupferstichkabinett der Staatliche Museen zu Berlin.

Mozart började arbeta med musiken i mars 1791 och operan hade urpremiär den 30 september samma år på Schikaneders egen teater, Theater auf der Wieden, i utkanten av Wien. Mozart dirigerade själv premiärföreställningen och Schikaneder sjöng sitt eget libretto i rollen som fågelfångaren Papageno. Mottagandet var till en början reserverat och kyligt, men det dröjde inte länge förrän operan blev omåttligt populär. Några dagar efter premiären tvingades Mozart gå till sängs på grund av sjukdom. Mozarts påstådda antagonist Antonio Salieri bevistade en föreställning av operan i sällskap med Mozart 13 oktober och uttryckte sitt gillande över både librettot och musiken. Enligt Mozart sa han att ”det var en opera värdig att framföras vid de mest högtidliga tillfällen inför de största bland monarker”.
Dagarna före sin död låg han om kvällarna med klockan i handen och följde i fantasin operans handlingsförlopp.
Redan i november 1792 (ett år efter premiären och Mozarts död) spelades den 100:e föreställningen och i oktober 1795 den 200:e. Goethe gav under sin tid som direktör i Weimar 82 föreställningar av Trollflöjten. Han planerade en andra del, men fann efter Mozarts död inte längre någon lämplig kompositör (åtminstone ingen som motsvarade hans smak).
Den svenska premiären av De Egyptiska mysterierna eller Trollflöjten, som den första gången annonserades, ägde rum på Stockholmsoperan den 30 maj 1812. Den iscensattes åter med premiär den 4 januari 1854, den 28 augusti 1900, den 25 januari 1917, den 26 februari 1947, den 27 januari 1956, den 29 november 1968, 1987, 2000 och 6 oktober 2012.
Den sattes upp på Folkoperan med premiär den 26 september 1986 och spelades 200 gånger i följd, samt på Göteborgsoperan med premiär den 3 april 1999 och ånyo med premiär den 28 november 2009.

## Om operan

### Sångarna

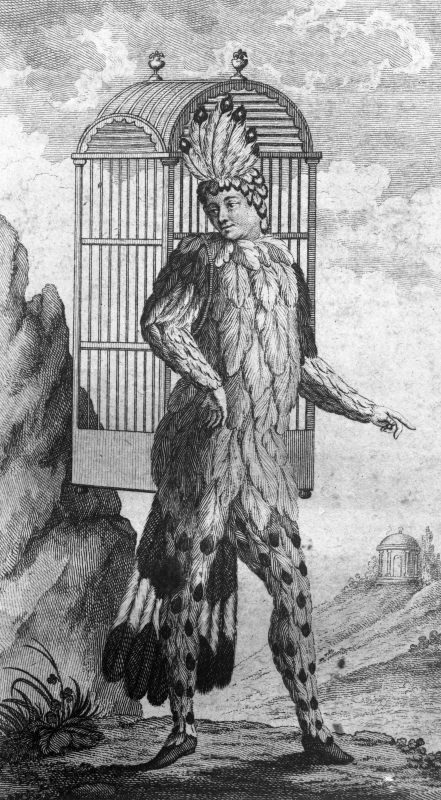
Emanuel Schikaneder som Papageno.

Uruppförandets rollbesättning återspeglar nära släkt- och vänskapsband. Den sångmässigt svåraste rollen tillkom Mozarts svägerska Josepha Hofer, en av de främsta förmågorna i Schikaneders sällskap. Hon framträdde som Nattens drottning i över tio år. Båda hennes arior kräver höga höjdtoner. Den förste Tamino var Benedikt Schak, om vilken Mozarts far Leopold (som var en sträng kritiker) skrev följande: ”Han sjunger förträffligt, har vacker röst, ledig strupe och god teknik.” Schak var även en utmärkt flöjtist, men det är inte bevisat om han faktiskt själv har trakterat flöjt i Trollflöjten. Han var också Schikaneders huskompositör, liksom även Franz Xaver Gerl, den förste Sarastro, vars hustru Barbara sjöng Papagena. Mozart var god vän till Gerl och skrev för honom den berömda konsertarian med obligat kontrabas Per questa bella mano (K. 612). Den första Pamina hette Anna Gottlieb och var vid tillfället endast 17 år men hade faktiskt redan hunnit med att som 12-åring sjunga Barbarinas roll vid uruppförandet av Figaros bröllop 1786.

### De magiska instrumenten i handlingen
I en opera som heter Trollflöjten bör naturligtvis flöjten vara det viktigaste instrumentet. Att den förste Tamino var en van flöjtspelare kan kanske ha haft en viss betydelse i det här sammanhanget. Om ursprunget till den trollflöjt som Tamino får av Nattens drottning har Pamina följande att berätta:
Es schnitt in einer Zauberstunde mein Vater sie aus tiefstem Grunde det tausendjähr'gen Eiche aus, bei Blitz und Donner, Sturm und Braus.
(Den skar en natt i månskensstunden min fader i den helga lunden ut tusenåra ekens rot vid åskans dunder, stormens hot).
Enligt regianvisningarna är flöjten förgylld och en symbol för solen.
Papagenos klockspel har till skillnad från Taminos flöjt ingen symbolisk betydelse. Det är en leksak av silver, med vars hjälp man kan åstadkomma mirakel. Klockspelet används tre gånger. Först när Monostatos och slavarna ertappar flyktingarna (Papageno och Pamina). Klockspelets magiska toner tvingar de aggressiva väktarna att sjunga och dansa. Andra gången ackompanjerar Papageno sin aria ”Ein Mädchen oder Weibchen wünscht Papageno sich” med klockspelet. Tredje gången lockar han med silverklangen fram sin Papagena. Panflöjten är Papagenos eget instrument, som med sina fem locktoner och sin exotiska klang ger uttryck för dennes naturväsen.

## Mozart och frimurarna
Frimurarrörelsen var vid denna tid föremål för stort intresse. Många ansåg frimurarbrödraskapet vara en revolutionär sammanslutning och farlig för staten. Kyrkan bekämpade ivrigt denna orden, men statscheferna var inte alltid eniga i sitt omdöme. Under Mozarts decennium i Wien spelade frimureriet en viktig roll, eftersom dess tankar stod nära Josef II:s reformpolitik. I logerna samlades Wiens främsta tänkare: vetenskapsmän, konstnärer och upplysta aristokrater bildade här en hemlig elit. Denna situation gav operan en speciell karaktär. Många av replikerna var på den tiden synnerligen brännbara. Det var därför nödvändigt att dölja det hela med en sagostämning och egyptisk miljöskildring. Huvudpersonerna i operan avser att symbolisera de ledande personligheter, som deltog i striden kring frimurarna, sådan den utspelades i Österrike. Nattens drottning är sålunda kejsarinnan Maria Theresia, som var en bitter motståndare till frimureriet. Hjälten Tamino är kejsar Josef II, som understödde dem. Sarastro är den ledande personligheten i Wiens frimurarorden, Ignaz von Born, en framstående vetenskapsman som dog samma år som Trollflöjten skrevs. Han representerar ”ljusets, mänsklighetens och broderskapets seger”. Pamina, som Tamino vill erövra, är det österrikiska folket, och den onde Monostatos personifierar kyrkan och i synnerhet jesuiterna. I orden ingick även medlemmar ur Mozarts nära familje- och vänskapskrets, däribland fadern Leopold, Joseph Haydn och Schikaneder. Mozart trädde in i logen 1784 och förblev även senare, när frimurarorden officiellt inte längre var önskvärd, trogen dess idéer.

### Frimurarsymboler i operan

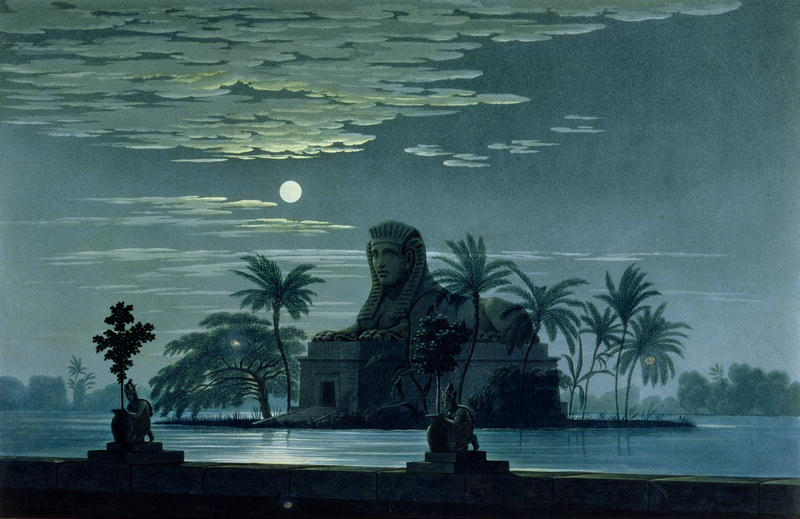
Dekor av Karl Friedrich Schinkel till en uppsättning 1816 i Berlin.

I Trollflöjten utnyttjade Mozart frimurarnas tankegods och Josef II:s ideal. Att det härigenom inte uppstod ett epokgörande lärostycke, utan ett verkligt musikdrama, är ett av operans största mirakel. De arton invigda männen motsvarar logebröderna, medan Sarastro förkroppsligar "stormästaren". Bland medlemmarna råder aktning och jämlikhet i ordets samhälleliga mening. De invigdas invändningar mot att låta en prins utstå så hårda prövningar, bemöter Sarastro med följande ord: ”Än mer – han är en man.” Tamino börjar sin bana i Nattens drottnings stjärnljusa nattrike och slutar som en av de invigda i Solriket med Pamina vid sin sida. Han går från mörker till ljus, så som frimurarnas invigningsritual föreskriver.
Talet tre som symbol för den gudomliga uppenbarelsen spelar en viktig roll i såväl frimurarriterna som i sagovärlden. Ouvertyren inleds med tre ackord, och allegrotemat består av tre sånger tre upprepade toner. Det tre gånger upprepade ackordet hörs även efter Sarastros ord, när han prisar Taminos tre goda egenskaper (dygd, tystlåtenhet, välgörenhet). Här förekommer tre damer, tre gossar och tre magiska instrument (flöjt, klockspel, panflöjt). Vid ingången till Sarastros rike finner Tamino tre tempel, och han söker inträde tre gånger. Slutligen får Tamino utstå tre prövningar.
Även Pamina underkastas eld- och vattenprovet. Det är desto mer anmärkningsvärt eftersom frimurarorden uteslutande bestod av män och det i operans libretto återfinns några nedsättande ord om ”svekfulla kvinnor”. För Mozart var den här kärleksprövningen viktigare än frimureriets stränga dogmatism. Till och med i de invigdas slutkör ingår kvinnoröster.

## Roller
| Roller                              | Stämma                      | Premiärföreställning, 30 september 1791 (dirigent: Wolfgang Amadeus Mozart) |
| ----------------------------------- | --------------------------- | --------------------------------------------------------------------------- |
| Tamino                              | Tenor                       | Benedikt Schack                                                             |
| Papageno                            | Baryton                     | Emanuel Schikaneder                                                         |
| Pamina                              | Sopran                      | Anna Gottlieb                                                               |
| Nattens Drottning                   | Sopran                      | Josepha Hofer                                                               |
| Sarastro                            | Bas                         | Franz Xaver Gerl                                                            |
| Tre Damer                           | 2 sopraner, mezzosopran     | Mlle Klöpfer, Mlle Hofmann, Mme Elisab[e]th Schack                          |
| Monostatos                          | Tenor                       | Johann Joseph Nouseul                                                       |
| De tre gossarna (eller genier)      | Gossopran, alt, mezzosopran | Anna Schikaneder; Anselm Handelgruber; Franz Anton Maurer                   |
| Templets talare                     | Bas                         | Herr Winter                                                                 |
| Tre präster                         | Tenor, 2 basar              | Johann Michael Kistler, Urban Schikaneder, Herr Moll                        |
| Papagena                            | Sopran                      | Barbara Gerl                                                                |
| Två bepansrade män                  | Tenor, bas                  | Johann Michael Kistler, Herr Moll                                           |
| De tre slavarna                     | 2 tenorer, bas              | Herr Gieseke, Herr Frasel, Herr Starke                                      |
| Präster, kvinnor, folk, slavar, kör |                             |                                                                             |

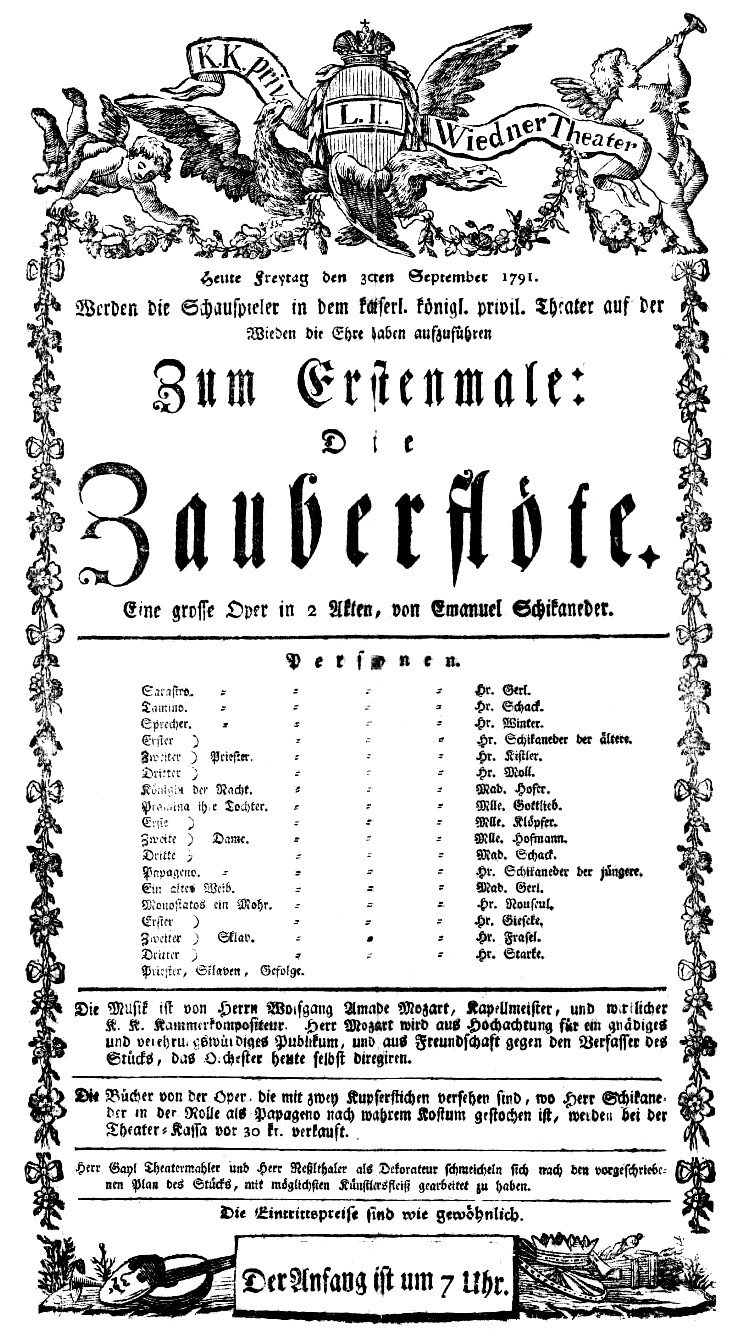
Teateraffisch till premiären, 30 september 1791.

Namnen på de agerande från premiären är tagna från en bevarad teateraffisch till den här föreställningen (till höger), som inte ger de fullständiga namnen. I affischtexten på bilden betyder "Hr." = herr, "Mad." = fr. madame = fru, "Mlle." = fr. mademoiselle = fröken.
- Nattens drottning (sopran) är mor till Pamina, som har rövats bort av översteprästen Sarastro. I operans början sänder hon iväg prinsen Tamino med uppdraget att rädda hennes dotter, samtidigt som hon uppsöker den fjättrade Pamina med det bistra budskapet att hon måste mörda Sarastro – ”Annars ser jag aldrig mer mitt barn i dig”, som hon sjunger i sin stora aria Der Hölle Rache. Händelserna förlöper dock inte som planerat.
- Sarastro (bas) har rövat bort Pamina från hennes mor, Nattens drottning. Prins Tamino och fågelfängaren Papageno drar åstad för att rädda henne.

## Handling
Handlingen utspelar sig i ett orientaliskt fantasirike, där Sarastro (jämför Zarathustra) och hans prästerskap regerar. Föreställningen varar omkring 3 timmar.

### Akt I

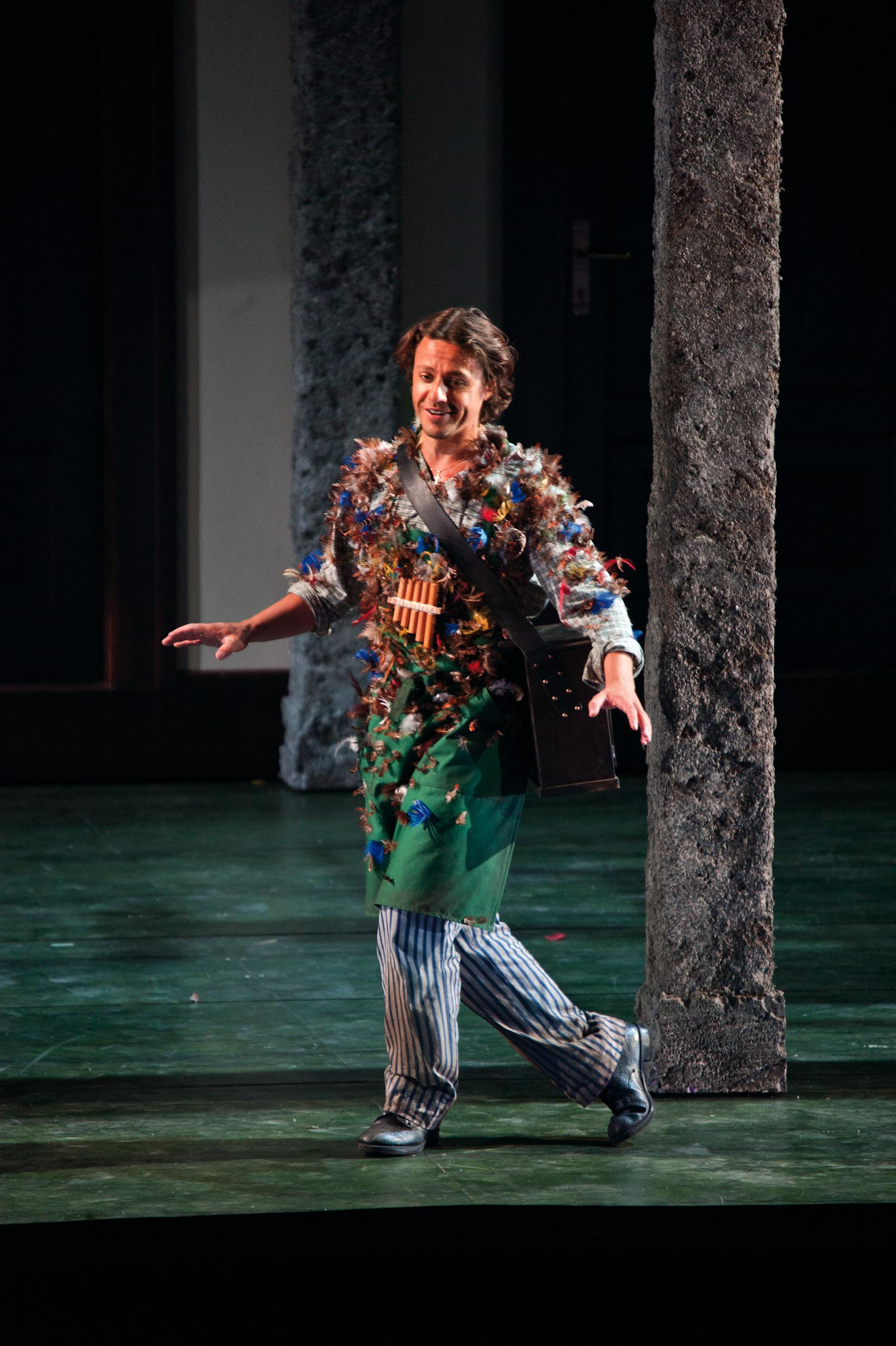
Markus Werba som Papageno vid Festspelen i Salzburg 2012.

Unge prins Tamino har skilts från sitt jaktsällskap och förföljs av en jättelik orm. Han svimmar men räddas av tre damer, utsända av Nattens drottning, och alla förlorar sitt hjärta till den vackre ynglingen. Därför skyndar de alla tre tillbaka till sin härskarinna för att berätta att de har funnit en skön prins. Medan de är borta kommer fågelfängaren Papageno (”Der Vogelfänger bin ich ja”), som ska skaffa fåglar åt Nattens drottning. När Tamino återfår medvetandet tror han att det är Papageno som har räddat honom undan det rysliga monstret, och Papageno tar gärna åt sig äran sedan han konstaterat att ormen verkligen är död. De tre damerna har emellertid tjuvlyssnat på samtalet och straffar Papageno med att sätta munlås på honom. De ger Tamino ett porträtt av Nattens drottnings dotter Pamina. Han förälskar sig genast i den vackra flickan (”Dies Bildnis ist bezaubernd schön”). Drottningen uppenbarar sig och berättar att Pamina blivit bortrövad av Sarastro, och hon vill nu att Tamino ska befria henne (”O zitt're nicht, mein lieber Sohn”). Tamino lovar att rädda henne. Till hjälp får han en trollflöjt och Papageno, som ska följa med, får ett klockspel. Tre gossar får i uppdrag att visa vägen till Sarastros borg.
Pamina har lyckats rymma från sin fångvaktare, den svarta slaven Monostatos som åtrår henne, men han hinner ifatt henne. Lyckligtvis dyker Papageno upp just då, och Monostatos blir så förskräckt inför mötet med den märklige fågelfängaren att han tar till flykten. Papageno får tillfälle att berätta för Pamina om den unge prinsen som är på väg för att befria henne. De skyndar honom till mötes. Med de tre gossarnas hjälp har Tamino kommit fram till Isistemplet och bultar på. En gammal präst talar om för honom att Sarastro inte är någon ond ande utan en vis man, som har fört bort Pamina från hennes mor för att hon ska komma undan Nattens drottnings dåliga inflytande. Tamino andas ut då han får veta att hon alltjämt är i livet, och han spelar på sin flöjt som lockar fram alla de vilda djuren. Även Papageno och Pamina har hört trollflöjten och de ilar för att möta Tamino, men Monostatos och hans följe hinner ifatt dem. Papageno kommer att tänka på sitt klockspel, som får alla att dansa, men det ger dem bara en kort frist ty i detsamma förkunnar en hyllningskör att Sarastro är i antågande. Papageno blir villrådig och vet inte vad de ska säga men Pamina vill berätta sanningen för Sarastro, som har genomskådat sammanhanget och straffar Monostatos. Denne har just fört in Tamino och räknat med en belöning. Det är de båda ungas första möte men det blir kort, ty Tamino ska vidare till prövningarnas tempel.

### Akt II
Sarastro och hans präster beslutar att ta upp Tamino som en av de invigda om han består de prov de ämnar låta honom genomgå, och Tamino och Papageno förs in i ett rum med besked om att de inte får tala med någon. Det första som frestar dem är de tre damerna, men även om det faller sig svårt för Papageno att tiga lyckas Tamino få honom att hålla tyst. Under tiden har Monostatos smugit sig in till den sovande Pamina (”Alles fühlt der Liebe Freuden”), men Nattens drottning visar sig och befaller honom att gå. Hon ämnar nämligen övertala sin dotter att mörda Sarastro för att han har rövat bort henne (”Der Hölle Rache kocht in meinem Herzen”). Pamina vägrar och räddas av Sarastro som lovar att inte ta hämnd på hennes mor. I templet möter Papageno och Tamino en gammal gumma som Papageno känner sig frestad att tala med, men just när hon ska avslöja vem hon är blir hon uppslukad av jorden. Nu har Papageno lärt sig sin läxa och belönas med ett välförsett bord, men Tamino sätts på ett hårt prov då Pamina kommer in och blir olycklig då han inte talar med henne (”Ach, ich fühl’s”). Hon hotar att ta sitt liv. Sarastro tröstar henne och förklarar att Tamino ska genomgå ytterligare prov innan de kan få varandra. Papageno däremot faller än en gång i samspråk med gumman, som nu hinner tala om att hon heter Papagena och bara är 18 år, men just som han ska ta henne i sin famn förs han vidare. Pamina är förtvivlad eftersom hon alltjämt tror att Tamino har svikit henne, men de tre gossarna räddar henne från självmord och för henne till Tamino som nu ska genomgå det avgörande eld- och vattenprovet. Tack vare trollflöjten bemästrar de sista provet tillsammans.
Även Papageno är olycklig och vill ta sig av daga därför att Papagena är försvunnen, men också han räddas av de tre gossarna som trollar fram hans käresta. I ett sista försök att besegra Sarastro har Nattens drottning trängt in i templet med sina tjänarinnor och Monostatos, som hon har lovat Pamina till brud, men under blixt och dunder försvinner de ned i jorden och i den avslutande scenen i soltemplet hyllar de invigda Sarastro och hälsar Tamino och Pamina välkomna i sin krets.

## Orkester
- 2 flöjter (en dubblerar på piccolaflöjt)
- 2 oboer
- 2 klarinetter (dubblerar på bassetthorn)
- 2 fagotter
- 2 valthorn
- 2 trumpeter
- 3 tromboner (alt, tenor och bas)
- pukor
- stråkar
- klockspel till Papagenos magiska klockor
- Fyrstämmig kör

## Musiken i operan
Ouvertyr

### Akt I
- Nr 1. Introduktion och terzett: Zu Hilfe! Zu Hilfe! (Tamino, De tre damerna)
- Nr 2. Aria: Der Vogelfänger bin ich ja (Papageno)
- Nr 3. Aria: Dies Bildnis ist bezaubernd schön (Tamino)
- Nr 4. Recitativ och aria: O zittre nicht, mein lieber Sohn! (Nattens drottning)
- Nr 5. Kvintett: Hm, hm, hm, hm (Papageno, Tamino, De tre damerna, De tre gossarna)
- Nr 6. Terzett: Du feines Täubchen, nur herein! (Monostatos, Pamina, Papageno)
- Nr 7. Duett: Bei Männern, welche Liebe fühlen (Pamina, Papageno)
- Nr 8. Final: Zum Ziele führt dich diese Bahn (De tre gossarna, Tamino, Präster, Talaren, Kör)
  - Wie stark ist nicht dein Zauberton (Tamino)
  - Schnelle Füße, rascher Mut (Pamina, Papageno, Monostatos, Kör)
  - Es lebe Sarastro, Sarastro soll leben! (Kör, Papageno, Pamina, Sarastro, Monostatos, Tamino)

### Akt II
- Nr 9. Mellanspel: Prästernas marsch
- Nr 10. Aria med kör: O Isis und Osiris (Sarastro, Kör)
- Nr 11. Duett: Bewahret euch vor Weibertücken (Andre präst, tredje präst)
- Nr 12. Kvintett: Wie? Wie? Wie? Ihr an diesem Schreckensort? (De tre damerna, Papageno, Tamino)
- Nr 13. Aria: Alles fühlt der Liebe Freuden (Monostatos)

- Nr 14. Aria: Der Hölle Rache kocht in meinem Herzen (Nattens drottning)
- Nr 15. Aria: In diesen heil'gen Hallen (Sarastro)
- Nr 16. Terzett: Seid uns zum zweitenmal willkommen (De tre gossarna)

- Nr 17. Aria: Ach, ich fühl's, es ist verschwunden (Pamina)
- Nr 18. O Isis und Osiris (Kör)
- Nr 19. Terzett: Soll ich dich, Teurer, nicht mehr sehn? (Pamina, Sarastro, Tamino)

- Nr 20. Aria: Ein Mädchen oder Weibchen wünscht Papageno sich (Papageno)
- Nr 21. Final: Bald prangt, den Morgen zu verkünden (De tre gossarna, Pamina)
  - Der, welcher wandert dieses Straße (Väktarna, Tamino, Pamina)
  - Tamino mein! O welch ein Glück! (Pamina, Tamino, kör)
  - Papagena, Papagena, Papagena! Weibchen, Täubchen (Papageno, de tre gossarna, Papagena)
  - Nur stille, stille, stille, stille! (Monostatos, Nattens drottning, de tre damerna)
  - Die Strahlen der Sonne vertreiben die Nacht (Sarastro, kör)

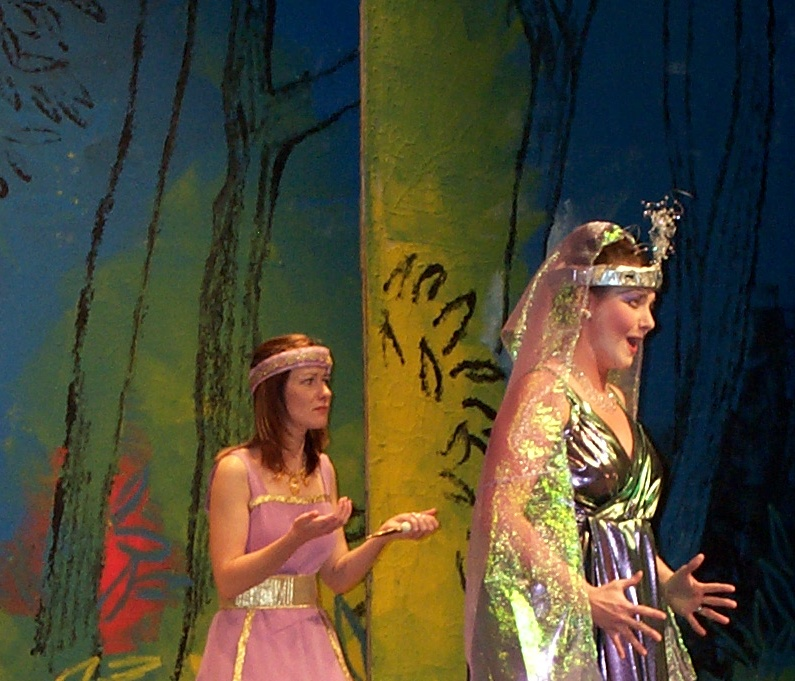
Fife Operas Trollflöjten från 2006.

## Ingmar Bergman och Trollflöjten
Ingmar Bergman skrev själv om Trollflöjten:
/.../ min kärlek till Trollflöjten har stått sig och förmodligen intensifierats. Först avsåg jag att spela den på min dockteater men 78-varvsskivorna var dyra grejor och dockteaterns finansiella situation ständigt lika prekär, så jag fick den gången nöja mig med att göra teckningar till dekoren. Sen planerade jag en föreställning i Malmö för omkring tjugo år sedan [1954], den blev inte heller av eftersom vi inte hade artisterna. Så fick jag för tio år sedan [1964] bud från Hamburg, vi kom ganska långt i förberedelserna men så blev jag chef på Dramaten, det blev ingenting av den gången heller.
- I filmen Vargtimmen från 1968 iscensätter en av dämonerna [Bergmans egen stavning av detta ord], den fågellike arkivarien Lindhorst (Georg Rydeberg), Taminos aria ”O ew’ge Nacht! Wann wirst du schwinden? Wann wird das Licht mein Auge finden?” på sin dockteater. Tamino frågar om natten aldrig ska ta slut och om hans älskade Pamina lever. Lindhorst kommenterar att detta det skönaste av alla musikverk skrevs på beställning.

- År 1974 gjorde Ingmar Bergman en tv-version av Trollflöjten för dåvarande Sveriges Radio-TV (nuvarande SVT). Librettot översattes och bearbetades av Alf Henrikson och för den musikaliska ledningen stod Eric Ericson. Inspelningen skedde på Cirkus i Stockholm och (vissa exteriörscener) på Drottningholms slottsteater under april och maj 1974. Ljudspåret från filmen gavs ut i en LP-box av EMI/SR Records 1975 (senare återutgivet 1989 i en cd-box (EMI 7498712).

## Bibliografi

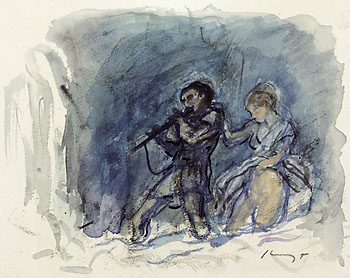
Scenbild ur Trollflöjten. Målning av Max Slevogt omkring 1920.

## Inspelningar (urval)
- Don Giovanni ; Die Zauberflöte ; Le nozze di Figaro. – Innehåll: Utdrag ur akt 2 från föreställning på Kungliga Operan, 28 augusti 1956.
- Die Zauberflöte. Cotrubas, Schreier, Gruberová, Talvela, Boesch, Sieber, Hiestermann. Wiener Staatsoper Konzertvereinigung. Wiener Philharmoniker. Levine, dirigent. TDK DVD DVWW-CLOPMF.
- Die Zauberflöte. Röschmann, Miklósa, Strehl, Pape, Müller-Brachmann, Kleiter, Azesberger, Zeppenfeld. Arnold Schönberg Choir. Mahler Chamber Orchestra. Abbado, dirigent.[12]